# Сепыч (приток Лысьвы)
Сепыч (в верховьях — Большой Сепыч) — река в России, протекает по Верещагинскому району Пермского края. Длина реки составляет 55 км, площадь водосборного бассейна — 517 км².
Начинается вблизи границы с Удмуртией, к северо-востоку от Кулиги. Течёт по еловому лесу в восточном направлении, затем поворачивает на юго-восток. Течёт через деревни Якимята, Мальковка, Андрияново, село Сепыч, деревни Енино, Надречино, Егорово, Пальмино, Карагайцы, Нижние Шабуры. В низовьях правый берег реки занят елово-пихтовым лесом. Устье реки находится в 35 км по левому берегу реки Лысьва на высоте 139,9 метра над уровнем моря.
Ширина реки у Сепыча — 25 метров, глубина — 1,5 метра; у Надречино — 30 и 3,5 метров соответственно, скорость течения воды в низовьях 0,3 м/с.
Название реки предположительно происходит от коми сепыс — 'мешок, кошелёк', в переносном значении — 'нестройный, нескладный'.

## Данные водного реестра
По данным государственного водного реестра России относится к Камскому бассейновому округу, водохозяйственный участок реки — Кама от города Березники до Камского гидроузла, без реки Косьва (от истока до Широковского гидроузла), Чусовая и Сылва, речной подбассейн реки — бассейны притоков Камы до впадения Белой. Речной бассейн реки — Кама.
Код объекта в государственном водном реестре — 10010100912111100009493.

### Притоки
Объекты перечислены по порядку от устья к истоку.
- 6,7 км: Сабанец[6] (лв)
- Забегаевка[6] (пр)
- Белая[6] (пр)
- Кленовский[6] (пр)
- Вятская[6] (пр)
- Ершовка[6] (пр)
- Старая[6] (пр)
- Барановка[6] (пр)
- Горьевка[6] (лв)
- Становка[6] (пр)
- 24 км: Шотчер[6] (лв)
- Сибирка (пр)
- Поздняковка (пр)
- Боншинка (пр)
- 31 км: Малый Сепыч[6] (пр)
- Ларионовка[6] (пр)
- Пурга[5] (лв)
- Микулинка[5] (лв)
- Карповка[5] (лв)